# Владимирский государственный гуманитарный университет
Владимирский государственный гуманитарный университет — одно из старейших высших педагогических учебных заведений России. Основан в 1919 году, реорганизован 31 марта 2011 года путём присоединения к Владимирскому государственному университету имени Александра Григорьевича и Николая Григорьевича Столетовых.
В 2009—2010 учебном году на 12 факультетах университета обучалось около 7,5 тысяч студентов по 36 специальностям и направлениям. На 46 кафедрах вуза работали более 80 докторов наук, профессоров и более 320 кандидатов наук, доцентов. Осуществлялось обучение в аспирантуре и докторантуре по 25 специальностям, действовали 3 диссертационных совета.

## История
Годом основания вуза считается 1919 год, когда в здании бывшего реального училища у Золотых ворот разместился Институт народного образования, преобразованный в 1921 году в Практический институт народного образования с тремя отделениями: дошкольным, школьным и культурно-просветительским.
В 1923 году реорганизован в Педагогический техникум, в 1937-м — в педагогическое училище, с 1939 года — Владимирский государственный учительский институт с историко-филологическим и физико-математическим факультетами.
В годы войны в здании института разместился военный госпиталь, занятия были прекращены. В 1944-м занятия возобновились.
2 мая 1948 года указом Совета Министров СССР институту присвоено имя выдающегося учёного-литературоведа П. И. Лебедева-Полянского. В сентябре 1949 года учительский институт реорганизован во Владимирский государственный педагогический институт (ВГПИ) имени П. И. Лебедева-Полянского. В 1966 году открыто главное институтское здание на проспекте Строителей.
В 1993 году преобразован во Владимирский государственный педагогический университет (ВГПУ). 22 февраля 2008 года переименован во Владимирский государственный гуманитарный университет (ВГГУ).

## Факультеты
- Физико-математический факультет (образован в 1939 году)
- Филологический факультет (образован в 1939 году)
- Естественно-географический факультет (образован в 1962 году)
- Факультет иностранных языков (образован в 1962 году)
- Музыкально-педагогический факультет (образован в 1966 году)
- Факультет физической культуры (образован в 1971 году)
- Исторический факультет (образован в 1974 году)
- Факультет педагогики и методики начального образования (образован в 1976 году)
- Технико-экономический факультет (образован в 1979 году)
- Юридический факультет (образован в 1992 году)
- Факультет психологии (основан в 1992 году)
- Факультет искусств и художественного образования (сформирован в 2008 году из художественно-графического и музыкально-педагогического факультетов)
- Факультет социальной и специальной педагогики (сформирован в 2008 году из факультета социальной педагогики и психологии и факультета коррекционной педагогики и специальной психологии)

Центр дополнительной подготовки

Отделение русского языка как иностранного

## Учебные корпуса
- № 1 (главный) — проспект Строителей, 11. Главный корпус университета был построен в 1960-е годы в новом районе города, владимирских «черёмушках». Здесь размещались руководство вуза и 5 факультетов.
- Спорткорпус — Университетская улица, 1.
- № 2 — Никитская улица, 1. Здание бывшего реального училища, построенное в 1908 году (архитектор — П. А. Виноградов), в котором в 1919 году был образован Институт народного образования, положивший начало истории университета. Фасад здания украшен скульптурными портретами физика А. Г. Столетова и химика Д. И. Менделеева, у входа — бюст П. И. Лебедева-Полянского (1959, скульптор В. Е. Долецкий). В этом корпусе располагался филологический факультет и факультет искусств и художественного образования (музыкальное отделение). Мемориальная доска Венедикту Ерофееву.
- № 3 — Большая Московская улица, 106. В здании, построенном в 1860—1863 годах, до 1919 года размещалась Духовная семинария, одно из старейших учебных заведений Владимирского края. Здесь располагался факультет искусств и художественного образования ВГГУ (художественно-графическое отделение).
- № 4 — улица Горького, 79. Здесь располагались технико-экономический факультет и факультет психологии ВГГУ.
- № 5 — Октябрьский проспект, 3. Это здание, построенное в 1957 году (архитектор — М. Пономарёва), в советское время занимал Дом политпросвещения Владимирского обкома КПСС. Дом примечателен тем, что в нём 17 сентября 1963 года перед владимирцами выступал Юрий Гагарин. В этом корпусе размещался факультет педагогики и методики начального образования (начфак) ВГГУ.
- № 6 — улица Годова Гора, 14. Здание бывшего городского ночлежного приюта, организованного в годы Первой мировой войны. В Советское время здесь размещался химико-технологический техникум, затем — юридический факультет ВГГУ.

## Ректоры университета
- 1949—1952 — Пётр Васильевич Лаврентьев (1906—1989)
- 1952—1960 — кандидат педагогических наук, доцент Максим Данилович Василенко (1897—1974)
- 1960—1984 — кандидат философских наук, профессор Борис Фёдорович Киктёв (1924—2001)
- 1984—1988 — доктор исторических наук, профессор Николай Васильевич Корольков (1926—2003)
- 1988—2007 — доктор исторических наук, профессор Дмитрий Алексеевич Макеев (1937—2017)
- 2007—2011 — доктор филологических наук, профессор Виктор Трофимович Малыгин (1945)

## Известные выпускники
- Андрианов, Николай Ефимович — советский гимнаст, семикратный олимпийский чемпион
- Бурда, Любовь Викторовна — олимпийская чемпионка по спортивной гимнастике
- Артёмов, Владимир Николаевич — олимпийский чемпион по спортивной гимнастике
- Прокуроров, Алексей Алексеевич — олимпийский чемпион по лыжным гонкам
- Рязанов, Юрий Сергеевич — чемпион Европы по спортивной гимнастике

В 1961 году во Владимирский пединститут поступил Венедикт Ерофеев, однако вскоре был отчислен «за моральное, нравственное и идейное разложение студентов».
См. также
- Выпускники Владимирского гуманитарного университета
- Преподаватели Владимирского гуманитарного университета

## Реорганизация
31 марта 2011 года приказом Министра образования и науки А. А. Фурсенко № 1439 реорганизован и присоединён к Владимирскому государственному университету в качестве структурного подразделения. 6 сентября 2011 года Владимирский государственный гуманитарный университет прекратил свою деятельность как юридическое лицо.